# シークレット・ラヴ
「シークレット・ラヴ」(Secret Love)は、イギリスのデュオ、スウィング・アウト・シスターの楽曲。日本独自企画盤として日本のみでシングルリリースされた。
アルバム『ビューティフル・メス』ではアレンジを変えたニュー・バージョンを収録。

## タイアップ
花王「セグレタ」CMソング（2007年）。

## 収録曲
| #  | タイトル                                             | 作詞 | 作曲・編曲 | 時間 |
| -- | ---------------------------------------------------- | ---- | ---------- | ---- |
| 1. | 「シークレット・ラヴ」                               |      |            | 4:37 |
| 2. | 「ヘヴン・オンリー・ノウズ（ライヴ・ヴァージョン）」 |      |            | 6:05 |
| 3. | 「シュガー・フリー（ライヴ・ヴァージョン）」         |      |            | 5:10 |
| 4. | 「ブレイクアウト（ライヴ・ヴァージョン）」           |      |            | 7:55 |
| 5. | 「シークレット・ラヴ（カラオケ）」                   |      |            | 4:37 |